# Mitella
Mitella, auch manchmal Bischofskappen genannt, ist eine Pflanzengattung innerhalb der Familie der Steinbrechgewächse (Saxifragaceae). Sie besitzt ein disjunktes Areal auf der Nordhalbkugel: hauptsächlich in Japan, aber auch in China, Taiwan, Korea, Mongolei, Russland und Nordamerika.

## Beschreibung

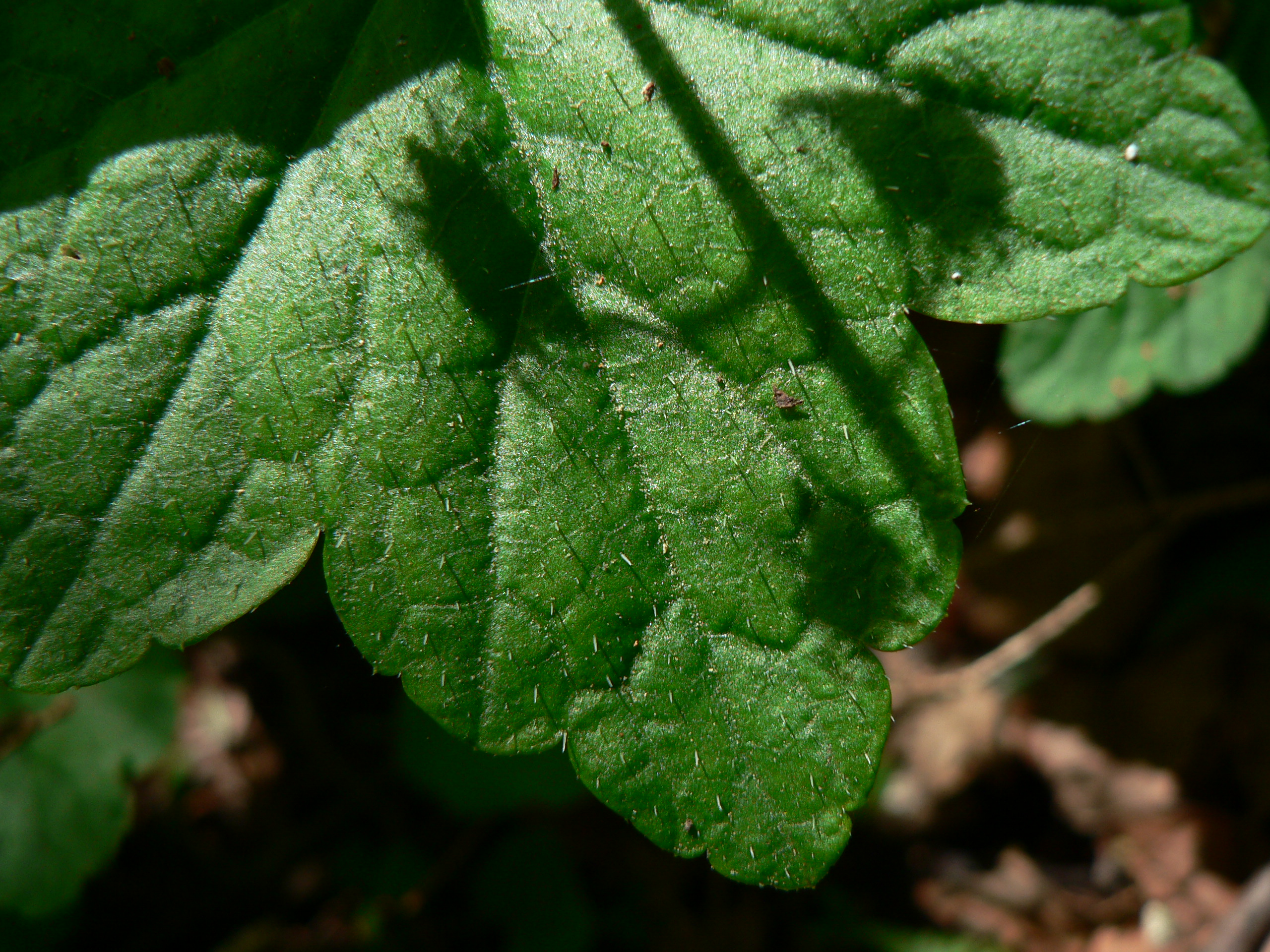
Trichome auf der Blattoberfläche von Mitella caulescens

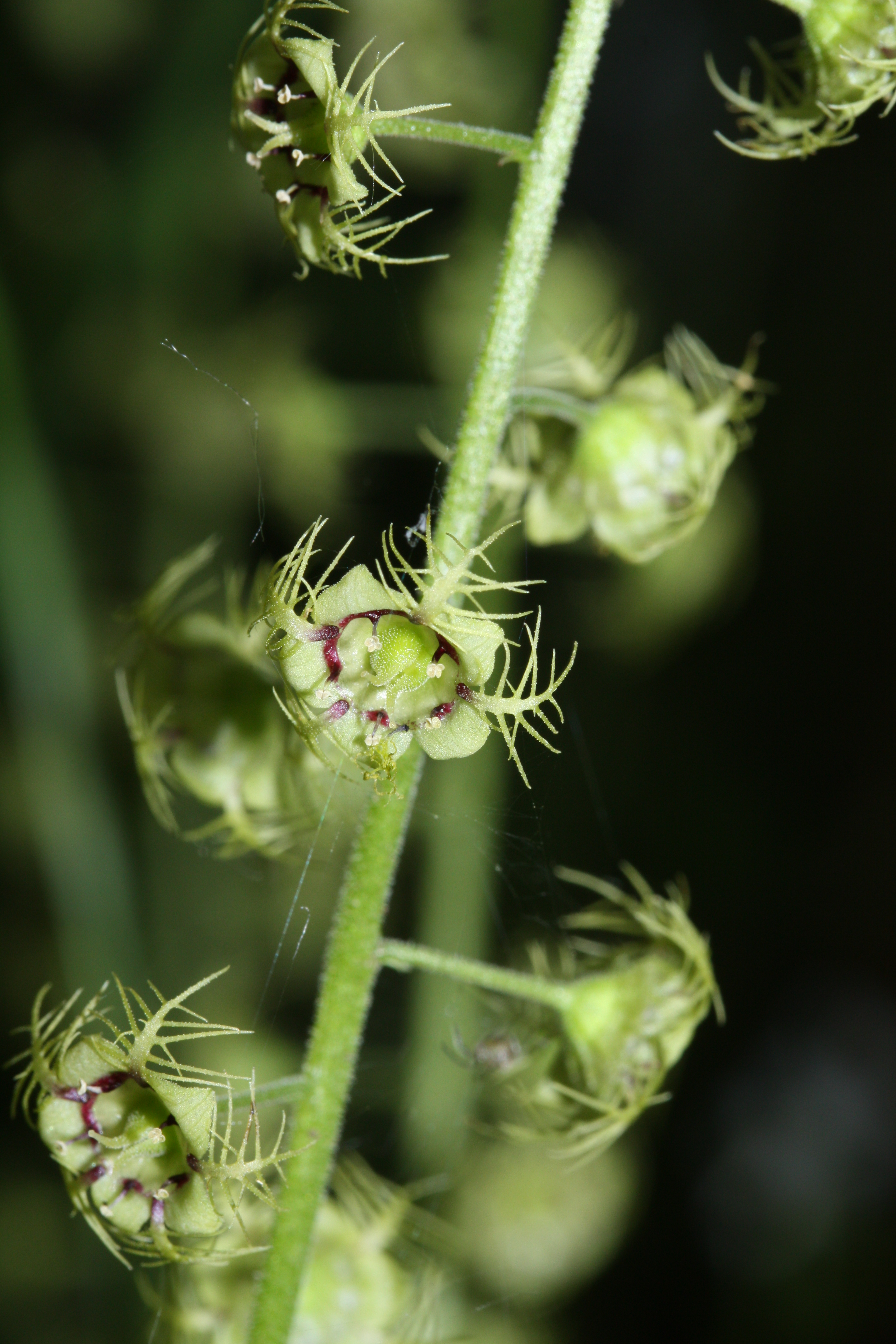
Ausschnitt aus einem Blütenstand von Mitella caulescens mit gestielten, fünfzähligen Blüten, deutlich zu sehen sind die fünf fiederteiligen Kronblätter und die zwei Griffel.

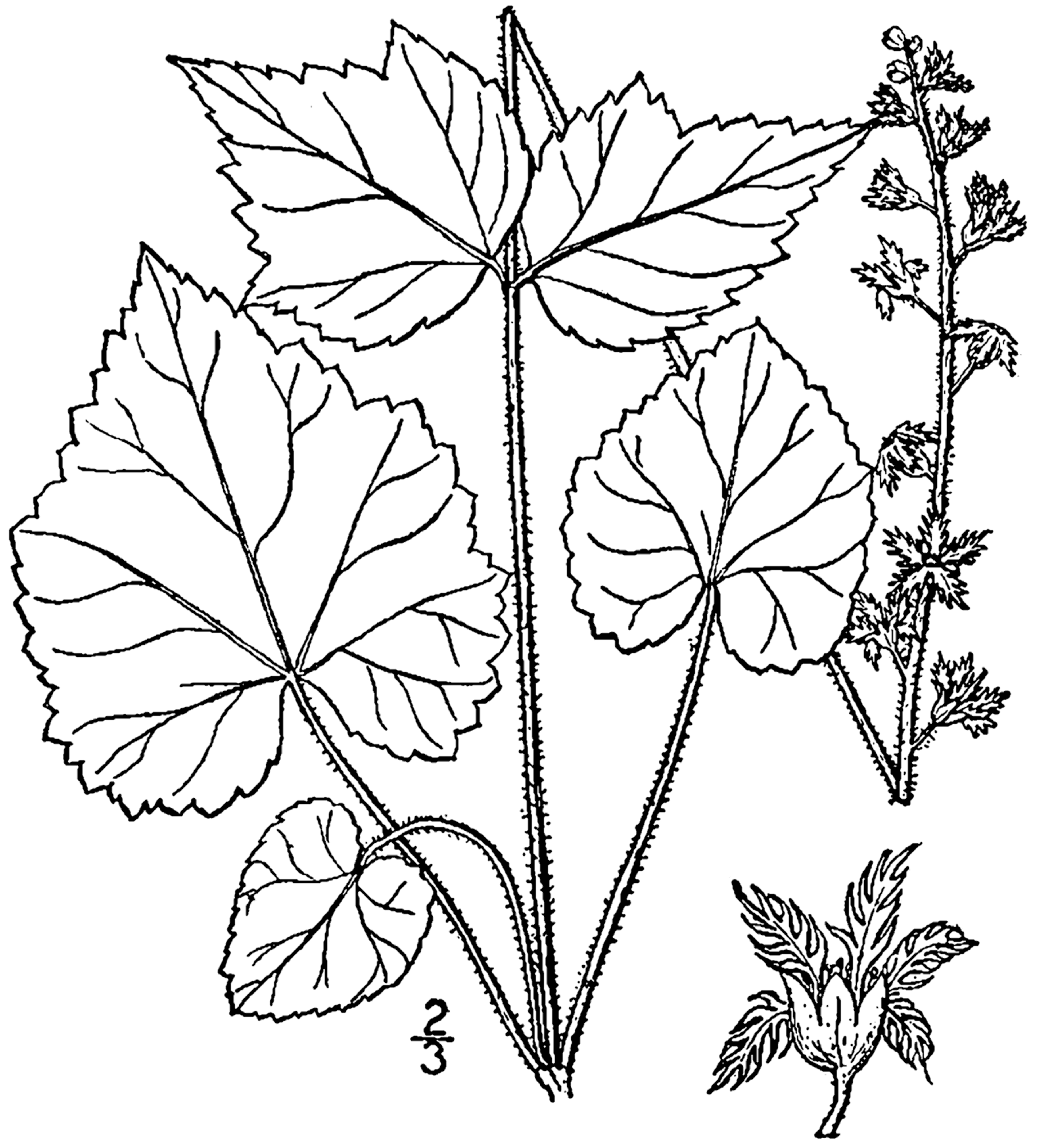
Illustration von Mitella diphylla

### Vegetative Merkmale
Mitella-Arten wachsen als ausdauernde krautige Pflanzen und erreichen je nach Art Wuchshöhen von meist 6 bis 55 (2 bis 65) cm. Sie bilden kriechende, kurze Rhizome als Überdauerungsorgane und es können Stolonen vorhanden sein. Die unterirdischen Teile der Stängel besitzen meist haltbare, schuppenförmige Blattbasen. Die gestreckten bis aufrechten, kaum bis intensiv drüsig behaarten Stängel besitzen keine oder wenige (ein bis drei) wechsel- oder gegenständige Laubblätter. Die meisten Laubblätter stehen in einer grundständigen Blattrosette zusammen und sind in Blattstiel und Blattspreite gegliedert. Die kaum bis intensiv drüsig behaarten Blattstiele sind meist relativ lang. Die einfachen, fiedernervigen Blattspreiten sind ei-, herz- oder nierenförmig mit herzförmiger bis stumpfer Basis und meist schwach gelappt. Der Blattrand ist gekerbt bis gezähnt. Die Blattoberfläche ist je nach Art glatt bis unterschiedlich stark drüsig behaart. Die Nebenblätter sind trockenhäutig.

### Generative Merkmale
In einem gestreckten, traubigen Blütenstand stehen über schuppenförmigen Tragblättern an Blütenstielen 2 bis 60 Blüten; selten stehen die Blüten einzeln. Die relativ kleinen Blüten sind zwittrig und fünfzählig mit doppelten Perianth. Die grünen, weißen, grünlich-weißen oder grünlich-gelben Blütenbecher (Hypanthium) sind mehr oder weniger auf voller Länge mit dem Fruchtknoten verwachsen; der freie Bereich ist höchstens 1,5 mm lang. Die fünf Kelchblätter sind weiß, grünlich-weiß, grünlich-gelb und manchmal purpurfarben getönt. Die fünf weißen, grünlichen, grünlich-weiß, grünlich-gelben, weißlich-grünen und manchmal rosa- oder purpurfarben getönt Kronblätter sind schlank genagelt und meist fiederteilig, selten ungelappt. Manchmal fehlen Kronblätter. Es sind ein oder zwei Kreise mit je fünf Staubblättern vorhanden. Zwei Fruchtblätter sind zu einem fast oberständigen bis fast unterständigen, einkammerigen Fruchtknoten auf mehr oder weniger der ganzen Länge verwachsen. In zwei parietalen Plazenten liegen die Samenanlagen. Die zwei Griffel enden jeweils in einer Narbe. Die Blütezeit reicht von Juli bis August.
Die zweischnabeligen Kapselfrüchte enthalten vier bis viele Samen. Die Kapselfrüchte öffnen sich zwischen den beiden kurzen Fruchtschnäbeln, die Reste der Griffel darstellen. Die rötlich-purpurfarbenen bis dunkelbraunen oder schwärzlichen, glänzenden Samen sind eiförmig bis schmal ellipsoid, 1 bis 1,4 mm lang und fast glatten oder narbig (tuberculat).
Die Chromosomengrundzahl beträgt n = 7.

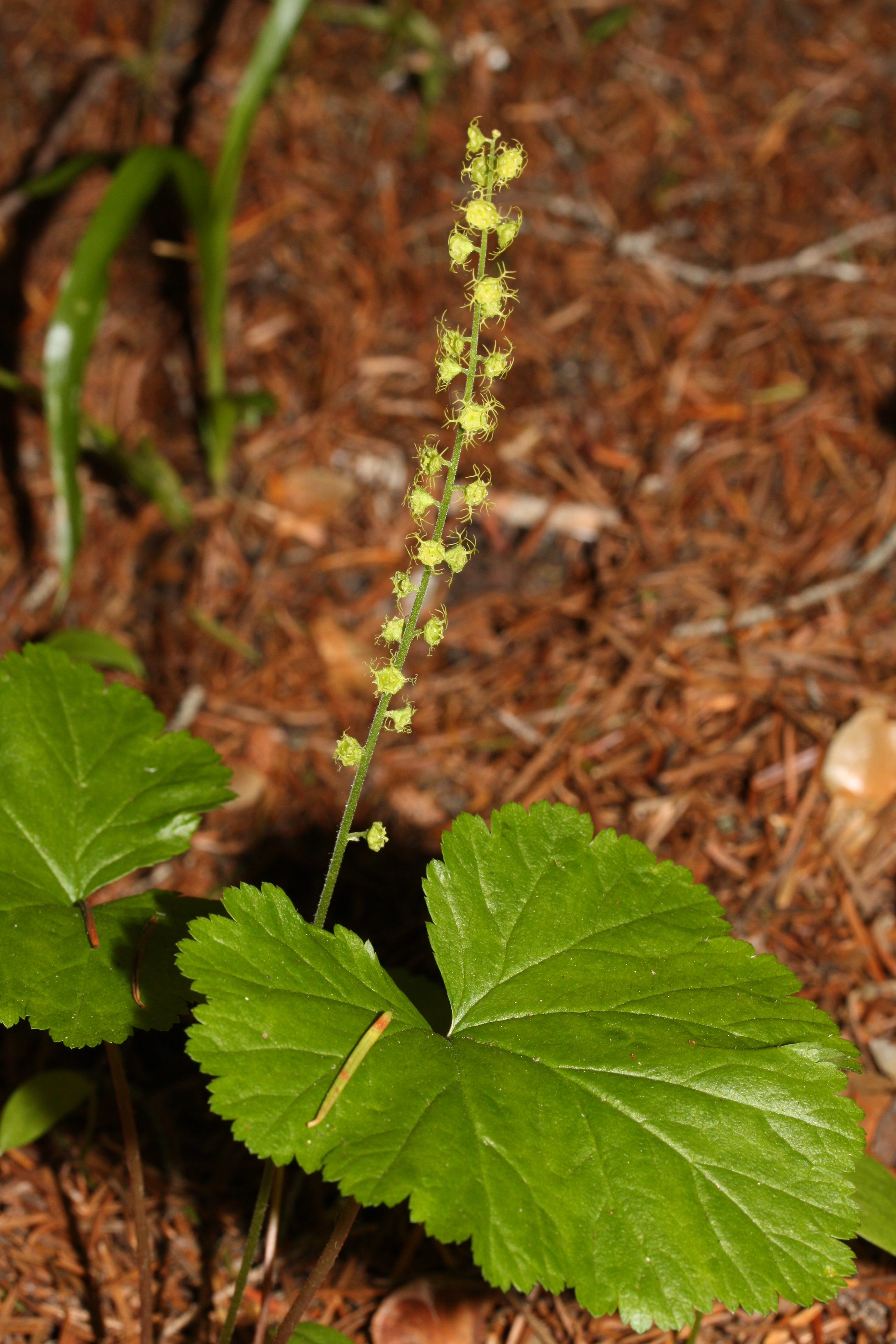
Habitus, Laubblatt und Blütenstand von Mitella breweri

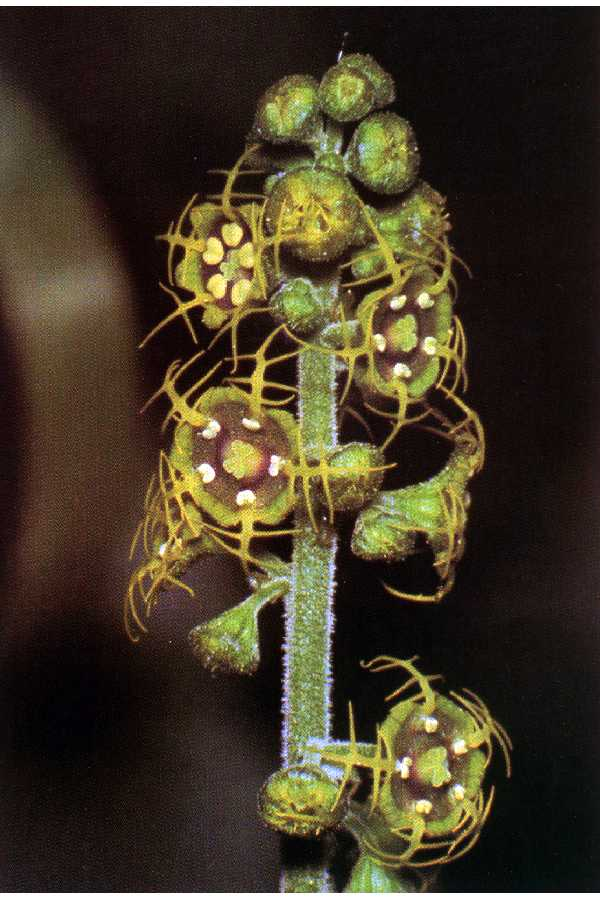
Ausschnitt aus einem Blütenstand von Mitella pentandra, deutlich zu sehen sind die nur fünf Staubblätter

## Systematik und Verbreitung
Die Gattung Mitella besitzt ein disjunktes Areal hauptsächlich in Japan, aber auch in China (zwei Arten), Taiwan, Korea, Mongolei, Russland und Nordamerika (neun Arten).
Die Gattung Mitella wurde 1753 durch Carl von Linné in Species Plantarum, 1, S. 406 aufgestellt. Typusart ist Mitella diphylla L.
Der Gattungsname Mitella leitet sich vom lateinischen Wort mitra für Turban oder Kopfbekleidung und der Verkleinerungsform -ella ab und bezieht sich auf die bischofskappenförmige Frucht.
Synonyme für Mitella L. sind: Drummondia DC., Mitellastra Howell, Mitellopsis Meisn., Ozomelis Raf., Pectiantia Raf.
In dem hier dargestellten Umfang ist die Gattung Mitella polyphyletisch (D. E. Soltis et al. 1990, Soltis & R. K. Kuzoff 1995). Die letzten molekulargenetischen Untersuchungen ergaben, dass sich drei Kladen klar abzeichnen, was wohl zukünftig dazu führt, dass in drei Gattungen aufgeteilt wird. Es ist aber eine gültige Veröffentlichung abzuwarten. Conimitella williamsii (D.C.Eaton) Rydb. ist aber schon als einzige Art einer reaktivierten Gattung ausgegliedert.
Die Gattung Mitella enthält etwa 20 Arten:
- Mitella acerina Makino: Sie kommt nur auf der japanischen Insel Honshū entlang von Gebirgsfließgewässern vor.
- Immergrüne Bischofskappe[2] (Mitella breweri A.Gray): Sie ist im westlichen Nordamerika beheimatet.
- Wechselblättrige Bischofskappe oder Rauhaarige Bischofskappe[2] (Mitella caulescens Nutt.): Sie ist in den westlichen USA beheimatet.
- Gegenblättrige Bischofskappe oder Horstbildende Bischofskappe[2] (Mitella diphylla L.): Sie ist in Nordamerika weit verbreitet.
- Mitella diversifolia Greene: Sie ist in den westlichen USA beheimatet.
- Mitella doiana Ohwi: Sie ist ein Endemit der japanischen Insel Yakushima.
- Mitella formosana (Hayata) Masam.: Sie ist in Höhenlagen zwischen 2900 und 3000 Meter in Taiwan beheimatet.
- Mitella furusei Ohwi: Sie ist in Japan beheimatet.
- Mitella integripetala Boiss.: Sie ist in Japan beheimatet.
- Mitella japonica Miq.: Sie kommt auf den japanischen Inseln Honshū, Shikoku und Kyūshū vor.
- Mitella kiusiana Makino: Sie kommt in Japan nur in Kyūshū vor.
- Mitella koshiensis Ohwi: Sie kommt nur auf der japanischen Insel Honshū entlang von Gebirgsfließgewässern vor.
- Mitella leiopetala Ohwi & Okuyama: Sie wurde aus Japan beschrieben.[6]
- Zehnmännige Bischofskappe[2] (Mitella nuda L.): Mit einem fast zirkumborealen Vorkommen.
- Ovale Bischofskappe[2] (Mitella ovalis Greene): Sie ist im westlichen Nordamerika beheimatet.
- Fünfmännige Bischofskappe (Mitella pentandra Hook.): Sie ist in Nordamerika weit verbreitet.
- Einseitswendige Bischofskappe[2] (Mitella stauropetala Piper): Sie ist in den USA beheimatet.
- Mitella stylosa Boiss.: Sie ist in Japan beheimatet.
- Dreispaltige Bischofskappe[2] (Mitella trifida Graham): Sie ist im westlichen Nordamerika beheimatet.
- Mitella yoshinagae Hara: Sie ist in Japan beheimatet.
- Mitella ×intermedia Bruhin (Syn.: Mitella intermedia Bruhin, Mitella nuda f. intermedia Rosend.)

## Nutzung
Über eine Nutzung durch den Menschen ist wenig bekannt. Die winterharten Arten eignen sich als Zierpflanzen in den Gemäßigten Gebieten.
Bei Mitella diphylla wurden die medizinischen Wirkungen untersucht.

## Homonym des Gattungsnamens
Es gab auch die Tiergattung Mitella, siehe Pollicipes pollicipes Gmelin 1789, Syn.: Mitella pollicipes Gmelin 1789, eine Entenmuschel aus der Klasse der Rankenfußkrebse.